# Jean-Charles-Marie-Joseph Gross
Jean-Charles-Marie-Joseph Gross, francoski general, * 1889, † 1965.